# Albugnano rosato
L'Albugnano rosato est un vin rosé italien de la région Piémont doté d'une appellation DOC depuis le 6 mai 1997. Seuls ont droit à la DOC les vins récoltés à l'intérieur de l'aire de production définie par le décret. Les vignobles autorisés se situent à l’extrême nord-ouest de la province d'Asti dans les communes de Albugnano, Pino d'Asti, Castelnuovo Don Bosco et Passerano Marmorito.

## Caractéristiques organoleptiques
- couleur : de rose à rouge cerise
- odeur : fin, agréable, fruité, parfois vineux
- saveur : de sec à moelleux, long en bouche, parfois vif

## Production
Province, saison, volume en hectolitres :
- pas de données disponible